# Gouvernement Fischer
 (septembre 2023).
Si vous disposez d'ouvrages ou d'articles de référence ou si vous connaissez des sites web de qualité traitant du thème abordé ici, merci de compléter l'article en donnant les références utiles à sa vérifiabilité et en les liant à la section « Notes et références ».
République tchèque
Topolánek II Nečas
Le gouvernement Fischer (en tchèque : Vláda Jana Fischera) est le gouvernement de la République tchèque entre le 8 mai 2009 et le 13 juillet 2010, sous la 5e législature de la Chambre des députés.

## Historique du mandat
Ce gouvernement est dirigé par le nouveau président du gouvernement indépendant, Jan Fischer, précédemment directeur de l'Office statistique tchèque. Il est constitué uniquement de technocrates. Il bénéficie du soutien sans participation du Parti démocratique civique (ODS), du Parti social-démocrate tchèque (ČSSD) et du Parti Vert (SZ). Ensemble, ils disposent de 153 députés sur 200, soit 76,5 % des sièges de la Chambre des députés.
Il est formé à la suite du renversement de Mirek Topolánek, au pouvoir depuis janvier 2007.
Il succède donc au gouvernement Topolánek II, constitué et soutenu par le Parti démocratique civique, l'Union chrétienne démocrate - Parti populaire tchécoslovaque (KDU-ČSL) et le SZ.

### Formation
Le 24 mars 2009, le gouvernement Topolánek II est renversé par la Chambre des députés à la suite de l'adoption d'une motion de censure déposée par le Parti social-démocrate, par 101 voix contre 96.
Le 23 mars 2010, le SZ, déçu des orientations prises récemment dans le domaine de la politique environnementale annonce le retrait de son soutien au gouvernement, qui ne dispose plus désormais que de 148 voix sur 200 à la Chambre, soit 74 % des sièges. 

### Succession
À la suite de la large victoire du centre droit aux élections législatives des 28 et 29 mai 2010, le gouvernement remet sa démission le 25 juin. Il est officiellement remplacé, le 13 juillet, par le gouvernement de Petr Nečas, formé de l'ODS, de TOP 09 et des Affaires publiques (VV).

## Composition

### Initiale (8 mai 2009)
| Portefeuille                                                    | Titulaire | Titulaire           | Parti |
| --------------------------------------------------------------- | --------- | ------------------- | ----- |
| Président du gouvernement                                       |           | Jan Fischer         | Sans  |
| Vice-président du gouvernement Ministre des Affaires étrangères |           | Jan Kohout          | Sans  |
| Vice-président du gouvernement Ministre de la Défense           |           | Martin Barták       | Sans  |
| Ministre des Finances                                           |           | Eduard Janota       | Sans  |
| Ministre du Travail et des Affaires sociales                    |           | Petr Šimerka        | Sans  |
| Ministre de l'Intérieur                                         |           | Martin Pecina       | Sans  |
| Ministre de l'Environnement                                     |           | Ladislav Miko       | Sans  |
| Ministre du Développement régional                              |           | Rostislav Vondruška | Sans  |
| Ministre de l'Industrie et du Commerce                          |           | Vladimír Tošovský   | Sans  |
| Ministre des Transports                                         |           | Gustáv Slamečka     | Sans  |
| Ministre de l'Agriculture                                       |           | Jakub Šebesta       | Sans  |
| Ministre de l'Éducation                                         |           | Miroslava Kopicová  | Sans  |
| Ministre de la Culture                                          |           | Václav Riedlbauch   | Sans  |
| Ministre de la Santé                                            |           | Dana Jurásková      | Sans  |
| Ministre de la Justice                                          |           | Daniela Kovářová    | Sans  |
| Ministre sans portefeuille Droits de l'Homme et Minorités       |           | Michael Kocáb       | Sans  |
| Ministre sans portefeuille Affaires européennes                 |           | Štefan Füle         | Sans  |

### Remaniement du 30 novembre 2009
- Par rapport à la composition précédente, les nouveaux ministres sont indiqués en gras, ceux ayant changé d'attributions le sont en italique.

| Portefeuille                                                    | Titulaire | Titulaire                                | Parti |
| --------------------------------------------------------------- | --------- | ---------------------------------------- | ----- |
| Président du gouvernement                                       |           | Jan Fischer                              | Sans  |
| Vice-président du gouvernement Ministre des Affaires étrangères |           | Jan Kohout                               | Sans  |
| Vice-président du gouvernement Ministre de la Défense           |           | Martin Barták                            | Sans  |
| Ministre des Finances                                           |           | Eduard Janota                            | Sans  |
| Ministre du Travail et des Affaires sociales                    |           | Petr Šimerka                             | Sans  |
| Ministre de l'Intérieur                                         |           | Martin Pecina                            | Sans  |
| Ministre de l'Environnement                                     |           | Jan Dusík (jusqu'au 22/03/2010)          | Sans  |
| Ministre de l'Environnement                                     |           | Jakub Šebesta a.i. (jusqu'au 15/03/2010) | Sans  |
| Ministre de l'Environnement                                     |           | Rut Bízková                              | Sans  |
| Ministre du Développement régional                              |           | Rostislav Vondruška                      | Sans  |
| Ministre de l'Industrie et du Commerce                          |           | Vladimír Tošovský                        | Sans  |
| Ministre des Transports                                         |           | Gustáv Slamečka                          | Sans  |
| Ministre de l'Agriculture                                       |           | Jakub Šebesta                            | Sans  |
| Ministre de l'Éducation                                         |           | Miroslava Kopicová                       | Sans  |
| Ministre de la Culture                                          |           | Václav Riedlbauch                        | Sans  |
| Ministre de la Santé                                            |           | Dana Jurásková                           | Sans  |
| Ministre de la Justice                                          |           | Daniela Kovářová                         | Sans  |
| Ministre sans portefeuille Droits de l'Homme et Minorités       |           | Michael Kocáb (jusqu'au 29/03/2010)      | Sans  |
| Ministre sans portefeuille Affaires européennes                 |           | Juraj Chmiel                             | Sans  |
| Ministre sans portefeuille Président du conseil législatif      |           | Pavel Zářecký                            | Sans  |